# كانير توبالوغلو
كانير توبالوغلو (بالتركية: Caner Topaloğlu)‏ مواليد 17 أبريل 1985 في طرابزون، هو لاعب كرة سلة تركي. بدأ مسيرته الاحترافية في سنة 2004. يلعب في الدوري التركي لكرة السلة. يحمل الرقم 17. يبلغ طوله 6 قدم 6 بوصة (2.0 م).

## المسيرة الاحترافية
لعب مع أولكرسبور في موسم 2004–2005، ثم لعب مع بانفيت لكرة السلة في الدوري التركي من سنة 2006 إلى 2009، ثم لعب مع غلطة سراي لكرة السلة من سنة 2009 إلى 2012، ثم لعب مع نادي كارشياكا لكرة السلة في موسم 2012–2013، ثم لعب مع بشكتاش لكرة السلة في الدوري التركي في موسم 2013–2014، ثم لعب مع نادي طوفاس الرياضي في سنة 2014.

## روابط خارجية
- كانير توبالوغلو على موقع الدوري الأوروبي لكرة السلة (الإنجليزية)
- كانير توبالوغلو على موقع كرة السلة الأوروبية.كوم (الإنجليزية)
- كانير توبالوغلو على موقع ريلجم (الإنجليزية)
- كانير توبالوغلو على موقع بروبوليرز (الإنجليزية)
- كانير توبالوغلو على موقع سبورتس رفرنس (الإنجليزية)